# Голубева, Мария Архиповна
Мария Архиповна Голубева (род. 13 декабря 1945) — доярка госплемзавода «Катунь», Герой Социалистического Труда (1985).

## Биография
Родилась в селе Верх-Катунское Бийского района Алтайского края.
Окончила Верх-Катунскую среднюю школу и Бийское техническое училище. 
С мая 1964 по январь 2001 работала дояркой, оператором машинного доения госплемзавода «Катунь». 
В 1971 заочно окончила зоотехнический факультет Горно-Алтайского зооветеринарного техникума. 
С 1986 года звеньевая доярок контрольного двора. Неоднократно становилась победителем районных и призером краевых соревнований мастеров машинного доения, была участницей Всесоюзного конкурса мастеров машинного доения. 
В 1981 году в Алтайском крае была учреждена краевая премия имени М. А. Голубевой.
В 1985 году надоила в среднем от каждой коровы своей группы по 6349 килограммов молока, что стало рекордом не только годовым или всей пятилетки, но и Алтайского края за всю его историю.
Член КПСС с 1968 года. На XXVI съезде КПСС избрана кандидатом в члены ЦК КПСС, на XXVII съезде КПСС – членом ЦК.
С января 2001 года на пенсии.

## Награды[2]
- Герой Социалистического Труда с вручением ордена Ленина и золотой медали «Серп и молот» (1985)
- Орден Трудового Красного Знамени (1980)
- Орден «Знак Почёта» (1971)
- Медаль «В ознаменование 100-летия со дня рождения Владимира Ильича Ленина»
- Медаль «Ветеран труда»
- Лауреат Государственной премии СССР (1984)
- Почётный гражданин Бийского района Алтайского края (2011)
- Почётный гражданин Алтайского края (29 августа 2011) — за высокие достижения в труде и выдающиеся заслуги перед Алтайским краем